# انتخابات الرئاسة المصرية 2012
انتخابات الرئاسة المصرية للعام 2012 هي ثاني انتخابات رئاسية تعددية في تاريخ مصر، وأول انتخابات رئاسية بعد ثورة 25 يناير. أقيمت الجولة الأولى من الانتخابات يومي 23 و24 مايو من عام 2012، وأقيمت الجولة الثانية يومي 16 و17 يونيو. وقد تم تحديد مواعيد الانتخابات طبقًا لما أعلنته اللجنة العليا للانتخابات؛ بعد استجابة من المجلس الأعلى للقوات المسلحة لطلب تسريع نقل السلطة جراء المظاهرات بشارع محمد محمود في نوفمبر من عام 2011. أسفرت جولة الإعادة في الانتخابات عن فوز مرشح حزب الحرية والعدالة محمد مرسي بنسبة 51.73% على منافسه السياسي المستقل أحمد شفيق الحاصل على نسبة 48.27%.

## الخلفية

### قبل ثورة 25 يناير
قبل اندلاع ثورة 25 يناير 2011، انتقد سياسيون وحقوقيون بشدة المواد 76 و77 و88 من الدستور المصري وطالبوا بتعديلها.
فاعتبرت القوى السياسية أن المادة 76 تضع قيودا يستحيل تنفيذها للترشح لرئاسة الجمهورية، وطالبت بتعديل المادة 77 التي تتيح لرئيس الجمهورية بالترشح لمدد أخرى، وكذلك طالبت بتعديل المادة 88 لتوفير إشراف قضائي كامل على الانتخابات. للتغلب على هذه الشروط التي اعتبرها السياسيون تعجيزية، قدم الكاتب محمد حسنين هيكل في 28 أكتوبر 2009 اقتراحًا بإنشاء مجلس من الخبراء - مثل عمرو موسى ومحمد البرادعي والعالم أحمد زويل وجراح القلب الشهير مجدي يعقوب وحازم الببلاوي ومنصور حسن ومدير المخابرات العامة عمر سليمان - تكون مهمته صياغة دستور جديد والترتيب لانتقال السلطة على أن يشرف الرئيس مبارك بنفسه على هذه المرحلة الانتقالية.

### تعديلات دستورية
بعد نجاح ثورة 25 يناير 2011 وتخلي الرئيس حسني مبارك عن منصبه، وتكليفه للمجلس الأعلى للقوات المسلحة بإدارة شئون البلاد، طرح المجلس تعديلات دستورية صاغتها لجنة مختصة برئاسة طارق البشري للاستفتاء العام في يوم 19 مارس 2011. وكانت نتيجة الاستفتاء موافقة 77.2 بالمائة من أكثر من 18.5 مليون ناخب شاركوا في استفتاء تعديل الدستور. وهدفت تعديلات الدستور إلى فتح الطريق لانتخابات تشريعية تليها انتخابات رئاسية بما يسمح للجيش بتسليم السلطة لحكومة مدنية منتخبة تقوم بصياغة دستور جديد للبلاد. اهتمت هذه التعديلات بمواد الدستور التي كان يرفضها السياسيون بالإضافة لمواد أخرى. فعدلت ثماني مواد (المواد 75 و76 و77 و88 و93 و139 و148 و189) وألغيت مادة واحدة (المادة 179).
من بين التعديلات الدستورية أن تكون مدة الرئاسة أربع سنوات لا تتكرر إلا مرة واحدة. كما خففت التعديلات من الشروط الواجب توافرها للترشح لمنصب الرئاسة، فبات من السهل أيضًا على المرشحين المستقلين والأحزاب الصغيرة التقدم لانتخابات الرئاسة.
وكانت الشروط السابقة تجعل من شبه المستحيل على من لا ينتمي للحزب الوطني الديمقراطي الحاكم الترشح. كما تضع التعديلات العملية الانتخابية تحت إشراف قضائي كامل، مستبعدة بذلك وزارة الداخلية التي كثيرًا ما اشتكت المعارضة من تجييشها لصالح الحزب الوطني.
ونصت التعديلات على أن يكون المرشح مصريًا من أبوين مصريين وألا يقل عمره عن أربعين عامًا، ولكنها منعت من يملك جنسية أخرى هو أو أحد والديه أو متزوج من أجنبية حق الترشح للمنصب.

## الجدول الزمني للانتخابات

شعار لجنة الانتخابات الرئاسية 2012

أعلن المستشار فاروق سلطان، رئيس اللجنة العليا لانتخابات الرئاسة الجدول الزمني الذي وضعته اللجنة لإجراء العملية الانتخابية، وكان على النحو التالي:
- يوم 8 مارس: الإعلان عن فتح باب الترشيح وتسليم نماذج الترشح من مقر اللجنة الجديد بمصر الجديدة
- من 10 مارس وحتى 8 أبريل: تلقي طلبات الترشيح اعتبارًا من التاسعة صباحًا وحتى الثامنة مساءً، عدا اليوم الأخير يكون تلقي الطلبات حتى الثانية ظهرًا.
- يوم 9 أبريل: إعلان اللجنة قائمة مقدمي طلبات الترشيح والمؤيدين من أعضاء مجلسي الشعب والشورى.
- يومي 10 و11 أبريل: لتلقي الاعتراضات من المرشحين على بعضهم من الثامنة صباحا حتى الثامنة مساء.
- يومي 14 و15 أبريل: لتلقي التظلمات على قرارات الاستبعاد من الترشيح.
- يوم 16 أبريل: البت في التظلمات المقدمة.
- يوم 26 أبريل: إعلان القائمة النهائية للمرشحين وتحديد موعد بدء الحملة الانتخابية.
- يوم 30 أبريل: بدأ الحملات الانتخابية للمرشحين المقبولين، على أن تنتهي في 20 مايو أي مدة الحملات 21 يومًا.
- من 11 حتى 17 مايو: إجراء انتخابات المصريين بالخارج في 7 أيام.
- يومي 23 و24 مايو: الانتخابات في داخل مصر.

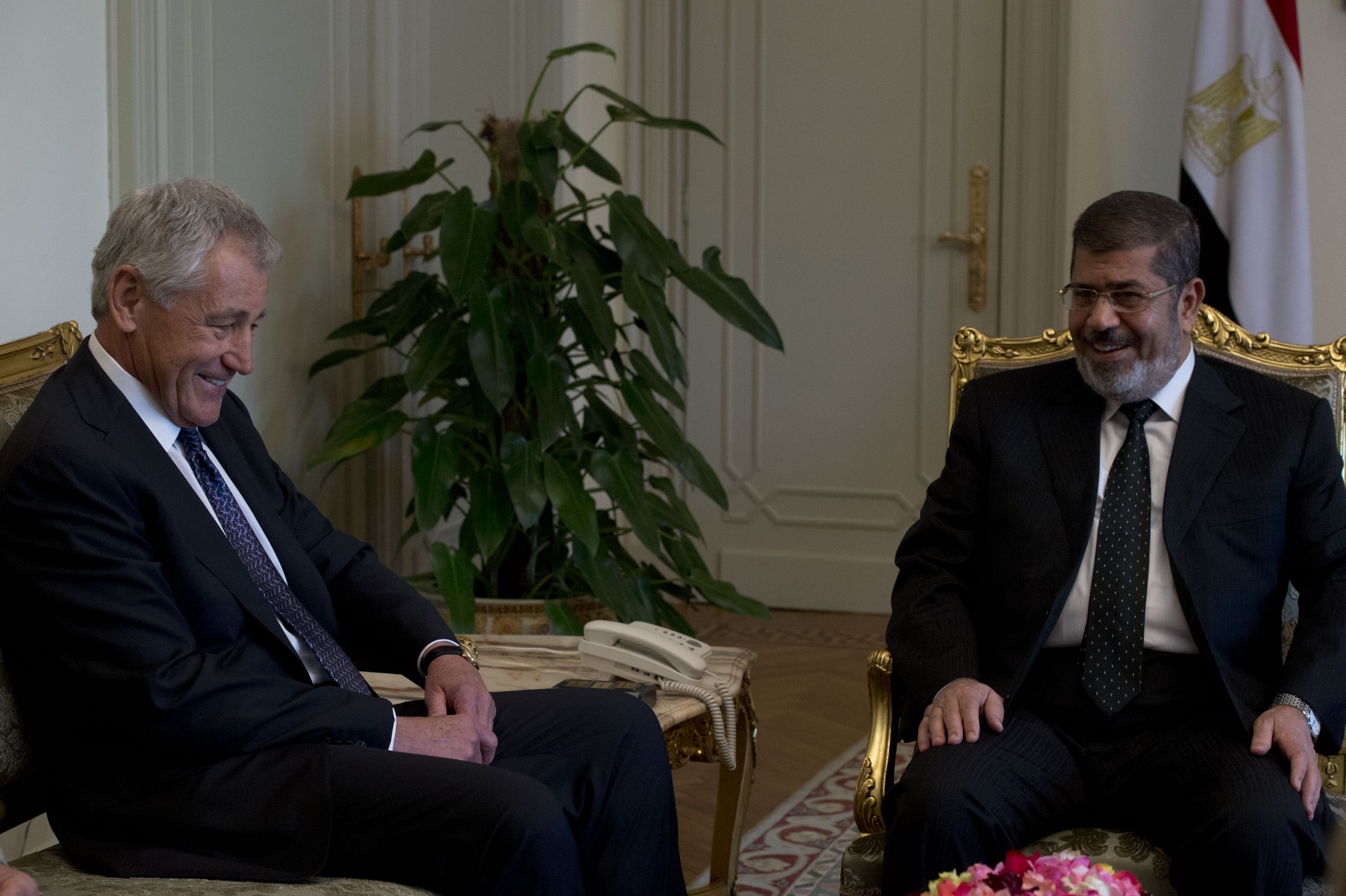
وزير الدفاع الأمريكي يلتقي بالرئيس المصري محمد مرسي.

- وزير الدفاع الأمريكي يلتقي بالرئيس المصري محمد مرسي.يوم 26 مايو: انتهاء عمليات فرز الصناديق بالداخل وإرسال المحاضر من اللجان العامة إلى لجنة الانتخابات الرئاسية.
- حتى يوم 27 مايو: تقدم الطعون على قرارات اللجان العامة في اليوم التالي للقرار المطعون فيه.
- يوم 29 مايو: إعلان النتيجة النهائية للانتخابات وإخطار الفائز بالرئاسة، حيث حددت اللجنة أن يتم البت فيما يرد من طعون بشأن أعمال اللجان العامة وقراراتها خلال ثلاثة أيام.
- يوم 30 مايو: في حالة وجود إعادة بانتخابات الرئاسة حددت اللجنة يوم 30 مايو لبدء الحملة الانتخابية لمن يخوضون الإعادة، وتنتهي الحملة الانتخابية في الثانية عشرة ظهر يوم 15 يونيو.
- من 3 حتى 9 يونيو: انتخابات المصريين بالخارج في الإعادة لمدة 7 أيام.
- يومي 16 و17 يونيو: انتخابات الإعادة في داخل مصر .
- يوم 18 يونيو: انتهاء الفرز لانتخابات الإعادة.
- يوم 19 يونيو: تلقي الطعون.
- يوم 21 يونيو: البت في الطعون وإعلان النتيجة النهائية وإخطار الفائز بالرئاسة.

## المرشحون

### مرشحون رسميًا
أعلنت لجنة الانتخابات الرئاسية قائمة المتقدمين بطلبات الترشح لرئاسة جمهورية مصر العربية لعام 2012، وهم بحسب الترتيب الأبجدي:
| المرشحون                 | المرشحون                                                   | المرشحون     | المرشحون                           | المرشحون        |
| الاسم                    | حزبي / مستقل                                               | تاريخ الترشح | طريقة الترشح                       | الرمز الانتخابي |
| ------------------------ | ---------------------------------------------------------- | ------------ | ---------------------------------- | --------------- |
| 'أبو العز الحريري'       | حزب التحالف الشعبي الاشتراكي                               | 13 مارس 2012 | مرشح حزب ممثل في البرلمان          | الهرم           |
| 'أحمد شفيق '             | مستقل، آخر رئيس وزراء لمصر في عهد حسني مبارك.              | 5 أبريل 2012 | مؤيدًا من 62,192 ناخبًا              | السلم           |
| ' حسام خير الله'         | حزب السلام الديمقراطي                                      | 22 مارس 2012 | مرشح حزب ممثل في البرلمان          | السيارة         |
| 'حمدين صباحي '           | مستقل، مؤسس حزب الكرامة                                    | 6 أبريل 2012 | مؤيدًا من 42,525 ناخبًا.             | النسر           |
| ' خالد علي'              | مستقل، ناشط عُمالي                                          | 8 أبريل 2012 | مؤيدًا من 32 نائبًا منتخبًا بالبرلمان | الشجرة          |
| 'عبد الله الأشعل '       | حزب الأصالة                                                | 8 أبريل 2012 | مرشح حزب ممثل في البرلمان          | البلطة          |
| ' عبد المنعم أبو الفتوح' | مستقل، الأمين العام لاتحاد الأطباء العرب                   | 29 مارس 2012 | مؤيدًا من 43,066 ناخبًا.             | الحصان          |
| 'عمرو موسى '             | مستقل، أمين عام جامعة الدول العربية السابق                 | 23 مارس 2012 | مؤيدًا من 43,906 ناخبًا.             | الشمس           |
| 'محمد سليم العوا '       | مستقل، الأمين العام السابق للاتحاد العالمي لعلماء المسلمين | 4 أبريل 2012 | مؤيدًا من 30 نائبًا منتخبًا بالبرلمان | المظلة          |
| 'محمد فوزي عيسى '        | حزب الجيل الديمقراطي                                       | 16 مارس 2012 | مرشح حزب ممثل في البرلمان          | كاميرا فيديو    |
| 'محمد مرسي '             | حزب الحرية والعدالة                                        | 8 أبريل 2012 | مرشح حزب ممثل في البرلمان          | الميزان         |
| ' محمود حسام '           | مستقل، رئيس حزب البداية                                    | 2 أبريل 2012 | مؤيدًا من 37,250 ناخبًا              | النجمة          |
| 'هشام البسطويسي '        | حزب التجمع                                                 | 1 أبريل 2012 | مرشح حزب ممثل في البرلمان          | ساعة اليد       |

### مرشحون مستبعدون
استبعدت لجنة الانتخابات عشرة مرشحين استبعاداً نهائياً لأسباب مختلفة.
| المستبعدون               | المستبعدون                               | المستبعدون   | المستبعدون                                        | المستبعدون                                                                    |
| الاسم                    | حزبي / مستقل                             | تاريخ الترشح | طريقة الترشح                                      | سبب الاستبعاد                                                                 |
| ------------------------ | ---------------------------------------- | ------------ | ------------------------------------------------- | ----------------------------------------------------------------------------- |
| ' إبراهيم الغريب'        | مستقل                                    | 4 أبريل 2012 | مؤيدًا من 32,162 ناخبًا                             | رصيده لا يبلغ النصاب القانوني، وحصوله على الجنسية الأمريكية.                  |
| ' أحمد عوض الصعيدي '     | حزب مصر القومي                           | 13 مارس 2012 | مرشح حزب ممثل في البرلمان                         | وجود نزاع قانوني على رئاسة الحزب                                              |
| 'أشرف بارومة '           | حزب مصر الكنانة                          | 8 أبريل 2012 | مرشح حزب ممثل في البرلمان                         | تهرب من أداء الخدمة العسكرية                                                  |
| 'أيمن نور '              | حزب غد الثورة                            | 6 أبريل 2012 | مرشح حزب ممثل في البرلمان                         | لم يحصل على حكم من محكمة الجنايات برد الاعتبار في قضية تزوير توكيلات حزب الغد |
| 'حازم صلاح أبو إسماعيل ' | مستقل، داعية إسلامي ومحامي               | 30 مارس 2012 | مؤيدًا من 152,835 ناخبًا و47 نائبًا منتخبًا بالبرلمان | ادّعوا أنَّ أمه تحمل الجنسية الأمريكية إلّا أن الواقعة لم تثبت بعد                |
| 'حسام خيرت '             | حزب مصر العربي الاشتراكي                 | 8 أبريل 2012 | مرشح حزب ممثل في البرلمان                         | وجود نزاع قانوني على رئاسة الحزب                                              |
| ' خيرت الشاطر'           | مستقل، نائب مرشد الإخوان المسلمون السابق | 5 أبريل 2012 | مؤيدًا من 277 نائبًا منتخبًا بالبرلمان               | صدور العفو عقوباته التكميلية لا يكفي ليمارس حق الترشح والانتخاب               |
| 'عمر سليمان '            | مستقل، نائب الرئيس السابق                | 8 أبريل 2012 | مؤيدًا من 49,389 ناخبًا                             | توكيلات محافظة أقل من المطلوب                                                 |
| 'ممدوح قطب '             | حزب الحضارة                              | 7 أبريل 2012 | مرشح حزب ممثل في البرلمان                         | انسحاب أعضاء البرلمان كلهم عن الحزب                                           |
| 'مرتضى منصور '           | حزب مصر القومي                           | 8 أبريل 2012 | مرشح حزب ممثل في البرلمان                         | وجود نزاع قانوني على رئاسة الحزب                                              |

### مرشحون تراجعوا عن الترشح

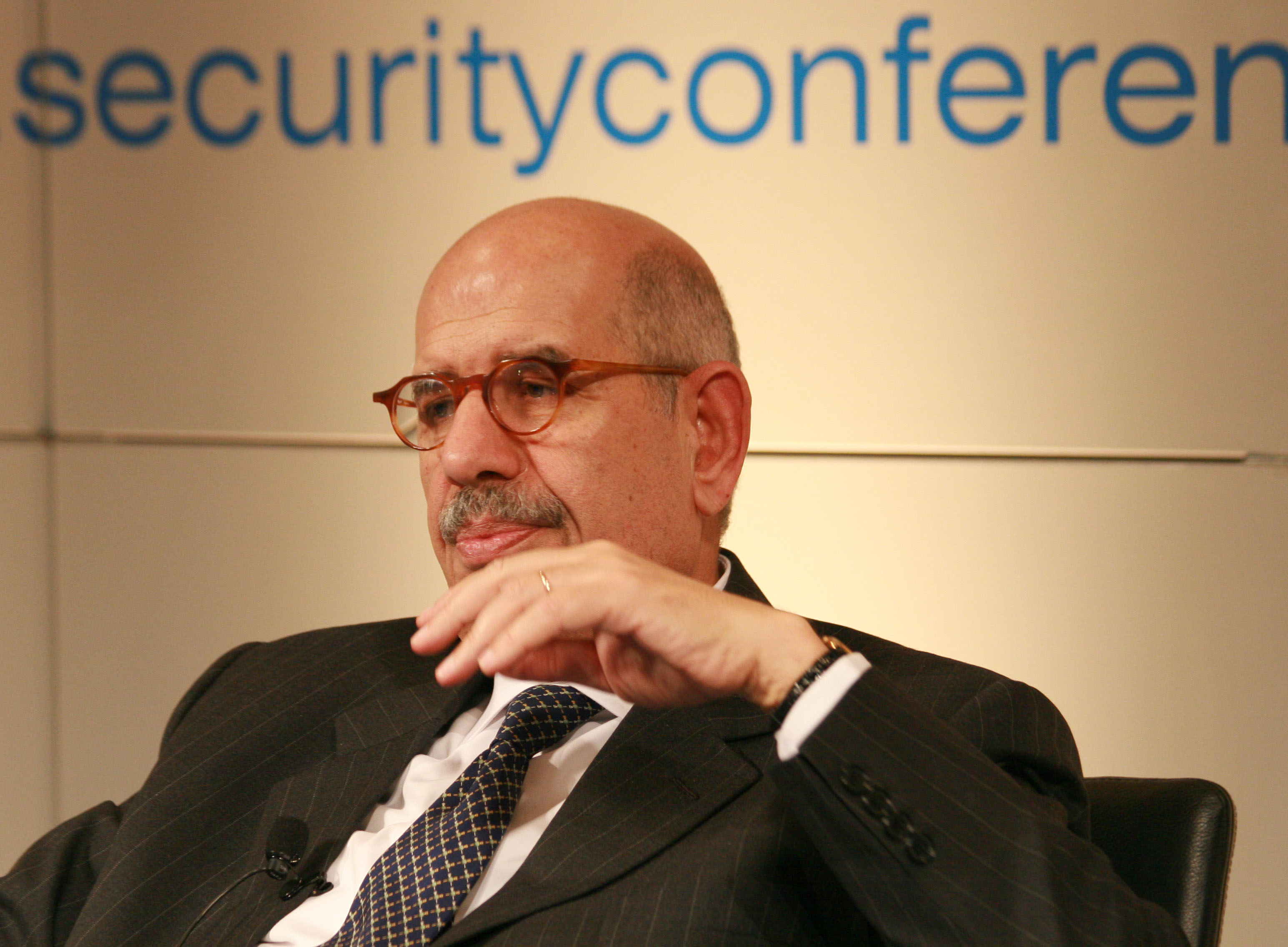
محمد البرادعي تراجع عن الترشح للانتخابات الرئاسية.

اختار عدد من السياسيين، من بينهم محمد البرادعي ومنصور حسن وباسم خفاجي، التراجع عن خوض غمار الانتخابات لأسباب مختلفة.
كان يُفترض على نطاق واسع أن يخوض محمد البرادعي، المدير السابق لوكالة الطاقة الذرية، غمار الانتخابات الرئاسية بعد نجاح ثورة 25 يناير. وقد أعلن بالفعل في يوم 9 مارس 2011 عن نيته التقدم بأوراق ترشحه بمجرد فتح باب الترشح.، إلا أنه أعلن في 14 يناير 2012 عن انسحابه من الترشح، وذلك لما وصفه بالتخبط في الفترة الانتقالية وغياب أجواء الديمقراطية في مصر تحت قيادة المجلس الأعلى للقوات المسلحة.
عاد منصور حسن للظهور بقوة على الساحة السياسية المصرية بعد أن انُتخب رئيسًا للمجلس الاستشاري الذي أنشأه المجلس الأعلى للقوات المسلحة في 8 ديسمبر 2011. ثم أعلن منصور في 7 مارس 2012 عن نيته خوض غمار الانتخابات الرئاسية. رحب حزب الوفد بترشحه وأعلن دعمه له. إلا أن أعلن منصور عن تراجعه عن الترشح للانتخابات في 25 مارس. وعن عن أسباب انسحابه، قال أن جماعة الإخوان المسلمون تراجعت عن تأييده بالرغم من تأكيدات سابقة بدعمه.
وكان المفكر الإسلامي باسم خفاجي قد أعلن في 8 أبريل 2012 تراجعه كذلك عن الترشح للانتخابات، داعيًا "المرشحين الإسلاميين إلى التوحد خلف مرشح واحد منهم بعد ظهور أسماء من النظام السابق رفضتهم الثورة".

## الحملات الانتخابية

### أحمد شفيق
تقدم أحمد شفيق، آخر رئيس وزراء في عهد محمد حسني مبارك، للانتخابات مستقلًا مؤيدًا من 62,192 مواطنًا. ولكن لجنة الانتخابات استبعدته بموجب قانون العزل السياسي الذي صدّق عليه المجلس العسكري يوم 24 أبريل 2012، ثم أعادته بعد يومين بعد أن طعن أمام اللجنة على القانون مستنداً إلى أن القانون الجديد غير دستوري. وبعد عودته، وجهت له عدة اتهامات بالفساد وإهدار المال العام من بينها اتهام عصام سلطان النائب بمجلس الشعب. ونفى شفيق هذه الاتهامات.
ركز شفيق في دعايته على قدرته على إعادة الأمن للشارع سريعًا، واستطاع أن يجذب أنظار الناخبين من خلال إعلاناته المشوقة مثل لافتات الطرق التي حملت كلمة "الرئيس" فقط لمدة طويلة وجاءت بعدها صور شفيق وشعاره ورقمه الانتخابي. عارض عدد من التيارات السياسية - منها التيار الإسلامي - ترشح شفيق، ووصفته هذه التيارات بأنه من فلول النظام السابق. ومن جانبه تبادل شفيق الاتهامات مع الإسلاميين ووصف مسئول حملته السباق الانتخابي بأنه منافسة ضد "الرايات السوداء" قاصدًا التيار الإسلامي.

### حمدين صباحي
مع أن حمدين صباحي هو مؤسس حزب الكرامة الناصري ولكنه ترشح مستقلًا ومؤيدًا من 42,525 مواطن. رفعت حملته الانتخابية شعار «صباحي... واحد مننا»، كما أنه كان دائم التذكير أنه ينتمي إلى أسرة من الفلاحين للتدليل على قربه من المواطن البسيط. ولذلك ركز برنامجه الانتخابي على محاربة الفقر ودعم أبناء الطبقة المتوسطة والفلاحيين.
تصاعدت شعبيته بسرعة كبيرة خلال الأسبوعين الأخيرين قبل بداية التصويت. فحاز على تأييد العديد من رموز التيار الناصري[ ؟ ] ومن بينهم عبد العظيم المغربي، بالإضافة إلى عبد الحكيم عبد الناصر أصغر أبناء الزعيم جمال عبد الناصر. كما أيده العديد من الشخصيات العامة، فكان الأكثر شعبية بين الفنانين بحسب جريدة الوفد والذي كان من ضمنهم صلاح السعدني وخالد الصاوي وفردوس عبد الحميد ونبيل الحلفاوي وخالد صالح وخالد النبوي والمخرج خالد يوسف الذي رافقه يوم الإدلاء بصوته.
وأيدته كذلك والدة خالد سعيد والأدباء بهاء طاهر وعلاء الأسواني ويوسف القعيد وشاعر العامية عبد الرحمن الأبنودي والناشط السياسي أحمد حرارة.

### عبد المنعم أبو الفتوح

شعار دعم حملة عبد المنعم أبو الفتوح الانتخابية.

عبد المنعم أبو الفتوح هو عضو سابق بمكتب إرشاد الإخوان المسلمين فصلته الجماعة لإعلانه الترشح لرئاسة الجمهورية مخالفاً قرار مجلس شورى الجماعة الرافض لخوض الانتخابات. ولكن تراجع الإخوان عن قرار عدم خوض الانتخابات لاحقًا وقدموا محمد مرسي للترشح.
نجح أبو الفتوح، الناقد العلني لسياسات المجلس الأعلى للقوات المسلحة والنظام السابق، في تشكيل ائتلاف متنوع التوجهات لدعمه. فدعمه مجموعة من الشخصيات الشبابية الثورية مثل وائل غنيم وبلال فضل.
كما حاز أيضا على تأييد العناصر الأكثر محافظة مثل حزب النور والدعوة السلفية. وانضم كذلك حزب الوسط وحزب البناء والتنمية الذراع السياسي للجماعة الإسلامية لمجموعة مؤيديه.

### عمرو موسى
كشف عمرو موسى، الأمين العام السابق لجامعة الدول العربية في 27 نوفمبر 2011 عن نيته خوص الانتخابات الرئاسية. وقرر حزب الوفد دعمه بعد انسحاب منصور حسن من السباق الانتخابي. دعا موسى لاعتماد النظام رئاسي بالرغم من مطالبة باقي المرشحينبالنظام نصف الرئاسي، فيما تدعو جماعة الإخوان المسلمين إلى اعتماد النظام البرلماني لاحقًا بعد المرور بفترة انتقالية من النظام نصف الرئاسي. وأعلن موسى عن برنامجه الانتخابي يوم 18 أبريل 2012 من عزبة الهجانة بالقاهرة، أحد أكثر المناطق العشوائية فقراً وتهميشاً. ويركز البرنامج على تنفيذ ثلاثة مشروعات اقتصادية عملاقة لخلق خريطة اقتصادية جديدة لمصر من خلال تحويل الممر الملاحي لقناة السويس إلى مركز عالمي للتجارة والصناعة والخدمات اللوجستية للسفن، وتنمية سيناء تنمية شاملة، وتنمية الساحل الشمالي الغربي[ ؟ ] وإنشاء تجمعات عمرانية جديدة فيه.
قدم موسى نفسه بأنه «رجل دولة[ ؟ ]»، معتمدًا على خبرته الطويلة في العمل السياسي. كما أبرز مكانته الدبلوماسية الدولية مصرحًا أنه يستطيع انتشال مصر من أزمتها الاقتصادية عن طريق اتصالاته الهاتفية مع زعماء ورؤساء دول العالم. وتعهد بعدم الترشح لدورة رئاسية ثانية إن فاز بالانتخابات. فيما يصفه معارضوه بأنه من ضمن فلول نظام مبارك وذلك لكونه وزيرًا للخارجية منذ 1991 وحتى 2001. من جانبه يرفض موسى ذلك تماما ويفتخر بالسنوات العشر التي قضاها في الخارجية ويصفها بالمليئة بالإنجازات لخدمة مصالح مصر.

### محمد سليم العوا
أعلن محمد سليم العوا المفكر الإسلامي في 18 يونيو 2011 نيته للترشح للانتخابات بعد مطالبات مؤيديه ومحبيه. قرر العوا إطلاق برنامجه الانتخابي من قلعة صلاح الدين[ ؟ ] بالقاهرة لتعكس بعبقها التاريخي إحدى أولويات برنامجه في استعادة مكانة مصر التاريخية الرائدة إسلاميًا وأفريقيًا وعربيًا. استعرض العوا في هذا المؤتمر أهم محاور برنامجه السياسي الذي اتخذ له شعار "بالعدل[ ؟ ]..تحيا مصر"، واصفا العدل بالعمود الفقري لبرنامجه. ويهدف العوا لتنفيذ المشروع الذي مكث على بلورته لسنوات والذي سماه «المشروع الإسلامي الحضاري الوسطي». وهو مشورع يهتم بالإنسان كمقوِم أساسي لا تقوم نهضة حضارية بدونه.
كما تبني العوا فكرة الاعتماد على محورين أساسيين في سياسية مصر الخارجية. المحور الأول هو محور اقتصادي وتكنولوجي قائم بين القاهرة - أنقرة - طهران، والمحور الثاني هو محور ثقافي وتاريخي بين القاهرة - دمشق - الرياض يربط مصر بالعالمين العربي والإسلامي.

### محمد مرسي

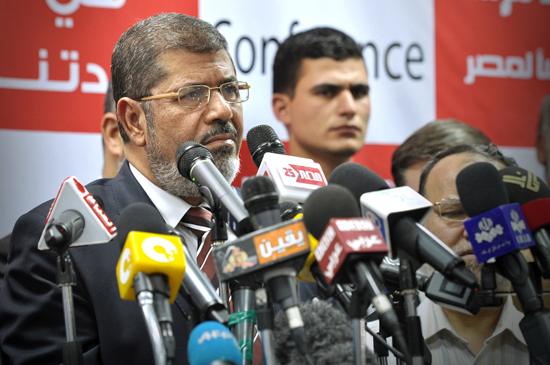
محمد مرسي في المؤتمر الصحفي في 18 يونيو 2012 حيث أعلن نفسه رئيسًا بعد الجولة الثانية من الانتخابات الرئاسية المصرية.

تراجعت جماعة الإخوان المسلمون عن قرارها السابق بعدم خوض الانتخابات الرئاسية، حيث أعلن المرشد العام للجماعة، محمد بديع، في 31 مارس 2012 ترشيح نائبه خيرت الشاطر بالاتفاق مع الجناح السياسي للجماعة، حزب الحرية والعدالة. وقررت الجماعة كذلك الدفع بمحمد مرسي، رئيس حزب الحرية والعدالة، مرشحًا احتياطيًّا تحسبًا لاحتمالية وجود معوقات قانونية تمنع ترشح الشاطر. وبعد أن استبعدت لجنة الانتخابات الرئاسية الشاطر بالفعل، أصبح محمد مرسي المرشح الرئيسي للجماعة.
حمل مرسي لواء «مشروع النهضة» برنامجًا انتخابيًا، وهو المشروع الذي أعده عدد من كوادر جماعة الإخوان المسلمين تحت إشراف خيرت الشاطر نائب المرشد العام للجماعة.
كما قدم مرسي نفسه مرشحًا محافظًا يدعو لتطبيق الشريعة الإسلامية. ومن ثم نجح في نيل دعم الهيئة الشرعية للحقوق والإصلاح.
ونظمت حملة محمد مرسي مؤتمرات شعبية حاشدة في استادات مصرية مختلفة، كما اصطف عشرات الآلاف من أنصار مرسي في سلسلة بشرية تنتشر بين محافظات مصر حاملين صوره تأييدًا له.

### الحريري - خالد علي - البسطويسي

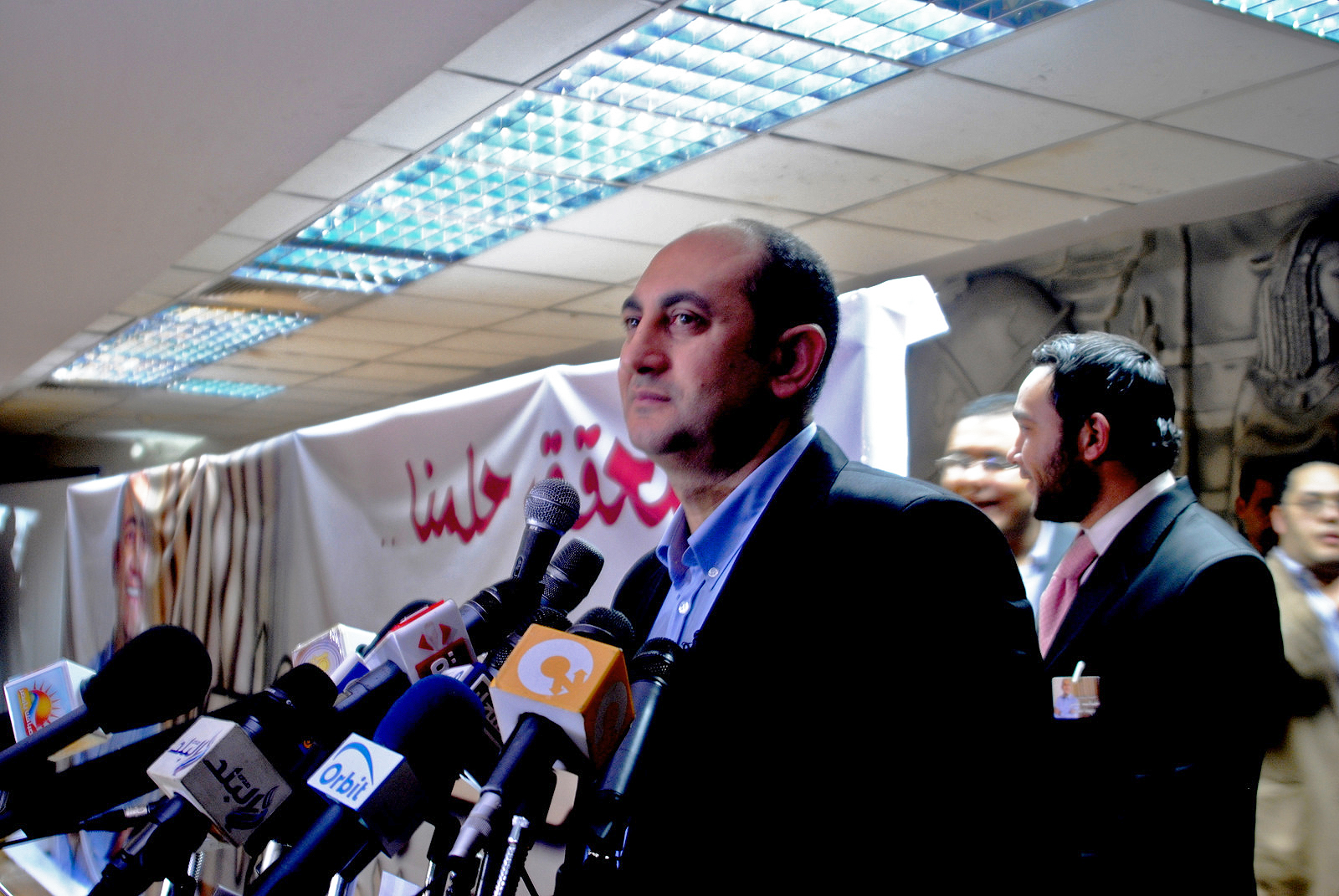
خالد علي يعلن خوضه الانتخابات في مؤتمر صحفي.

يمثل كل من أبو العز الحريري وخالد علي وهشام البسطويسي التيار اليساري المصري. ترشح الحريري عن حزب التحالف الشعبي الاشتراكي، وترشح البسطويسي عن التجمع اليساري، فيما ترشح خالد علي مستقلا مؤيدًا من 32 نائبًا منتخبًا بالبرلمان المصري. الحريري هو نائب بمجلس الشعب المصري عن دائرة غرب الإسكندرية وأحد مؤسسي حزب التحالف الشعبي الاشتراكي، أما البسطويسي هو أحد قضاة تيار الاستقلال خلال نظام مبارك، وخالد علي هو ناشط بارز في الحركة العمالية وأصغر المرشحين سنًا في هذه الانتخابات.
ونظرًا لتشابه خلفية الثلاثي الإيديولوجية مع خلفية المرشح حمدين صباحي، بُذلت محاولات عدة لحثهم على الانسحاب من السباق الانتخابي والتنازل لصالح صباحي، ولكن لم تكلل هذه المحاولات بالنجاح.

### آخرون
قرر عبد الله الأشعل الانسحاب من السباق الانتخابي يوم 12 مايو 2012 ودعم محمد مرسي، كما انسحب محمد فوزي عيسى بعده بأربع أيام وأيد عمرو موسى. ولكن قائمة المرشحين التي صوت عليها الناخبون تضمنت اسماء هؤلاء المرشحين وذلك لانسحابهما بعد انتهاء المواعيد الرسمية للانسحاب.

## التغطية الإعلامية

خاض عمرو موسى وعبد المنعم أبو الفتوح أول مناظرة رئاسية في مصر في حدث وصف بالتاريخي.

التقى المرشحان عمرو موسى وعبد المنعم أبو الفتوح بصفتهما أبرز المرشحين في أول مناظرة تلفزيونية بين مرشحين للرئاسة في تاريخ مصر يوم 10 مايو 2012. عُرضت المناظرة، التي تمت بالتعاون مع جريدتي الشروق[ ؟ ] والمصري اليوم، على شاشتي قناة أون تي في وقناة دريم 2 وأدارها المذيعان يسري فودة ومنى الشاذلي. تبادل المرشحان عرض رؤيتهما حول نظام الحكم والملفات الحيوية كما تبادلا الاتهامات حول تاريخهما السياسي.
أبرزت الصحف العالمية الحدث مثل جريدة نيو يورك تايمز الأمريكية وصحيفتي لو فيغارو ولوموند الفرنسيتين وآخرين. ورحبت الولايات المتحدة الأمريكية بالمناظرة وقالت المتحدثة باسم وزارة خارجيتها "أن هذه المناظرة أمر صحي وإيجابي".
وبينما أشاد الباحث السياسي عمار علي حسن بقيمة المناظرة التاريخية، إلا أنه رأى أن كلا المرشحان كان يستهدف فضح مواقف أو كشف نقاط ضعف الآخر وهو ما جعله يتوقع احتمال أن يصب ذلك لصالح منافسيهما.
فيما انتقد مأمون فندي، مدير برنامج الشرق الأوسط بالمعهد الدولي للدراسات الإستراتيجية البريطاني، المناظرة بشدة لاقتصارها على مرشحين اثنين فقط، وهو ما اعتبره محاولة من القنوات الخاصة على حصر المنافسة الرئاسية بين موسى وأبو الفتوح فقط دون باقي المرشحين.
وكان المرشح محمد سليم العوا قد دعا مرشحي التيار الإسلامي لعقد مناظرة معه لتوضيح الفارق بين مرشحي التيار الواحد. فيما رفض محمد مرسي المشاركة في أي من المناظرات الرئاسية لما اعتبره أنها ترتكز على تجريح المرشحين وليس النقاش الموضوعي حول برامجهم الانتخابية.

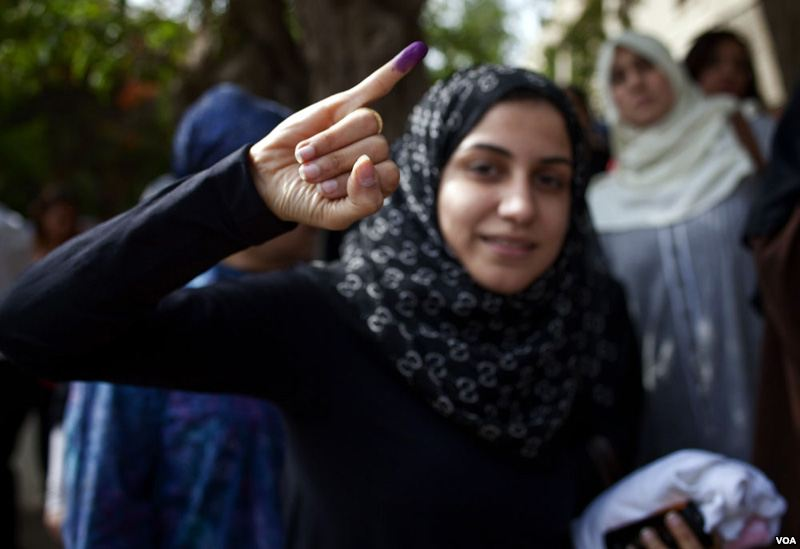
فتاة مصرية بعد الإدلاء بصوتها في انتخابات الرئاسة 2012

## استطلاعات الرأي
أجرى مركز الأهرام للدراسات السياسية والاستراتيجية ثمانية استطلاعات للرأي بمعدل واحد أسبوعيًا بدءًا من 25 مارس 2012 وحتى تاريخ التصويت. اعتمد المركز على أسلوب المقابلة الشخصية علي عينة قوامها 1200 ناخب ممثلة لكل محافظات الجمهورية باستثناء المحافظات الحدودية (شمال سيناء وجنوب سيناء ومرسي مطروح والوادي الجديد والبحر الأحمر). فيما نشرت جريدة المصري اليوم ستة استطلاعات للرأي أجرتها المؤسسة المصرية لبحوث الرأي العام «بصيرة»، والتي اعتمد فيها المركز على عينة قوامها نحو 2000 ناخب تحقق توزيعًا جغرافيًا متوازنًا استطلع رأيها عبر الهاتف الأرضي والهاتف المحمول خلال يوم واحد فقط لكل استطلاع رأي في محاول لعزل حالة "السيولة السياسية" في المجتمع. كما قامت مراكز أخرى بعدد من الاستطلاعات كذلك مثل مركز المعلومات ودعم اتخاذ القرار الحكومي.
وضعت معظم الاستطلاعات عمرو موسى وعبد المنعم أبو الفتوح في صدارة المرشحين، إلا أنها ذكرت تقدم متسارع في شعبية آخرين مثل محمد مرسي وأحمد شفيق بمرور الوقت. ولكن لم تثبت الاستطلاعات دقة عالية. فحاز موسى على نسبة قليلة من أصوات الناخبين وضعته في المركز الخامس، بينما حاز مرسي على أعلى نسبة تصويت ليخوض مع شفيق جولة الإعادة.
ومن ثم انتقد عدد من المتابعين مراكز استطلاع الرأي واتهموها بعدم الموضوعية، من بينهم القيادي اليساري عبد الغفار شكر الذي رأي أنها تجاهلت شرائح من المجتمع المصري مثل ربات البيوت والأميين وسكان العشوائيات.
بينما أقام المرشحون الخاسرون أبو العز الحريري وحمدين صباحي وهشام البسطويسي دعوي قضائية ضد رئيس مجلس الشورى[ ؟ ] ورئيس المجلس الأعلى للصحافة ورئيس مجلس إدارة الأهرام ومركز الدراسات السياسية والإستراتيجية والمصري اليوم، متهمين فيها مراكز استطلاع الرأي بتوجيه الناخبين نحو انتخاب مرشح معين.
وهو ما ذهب إليه مجموعة من المتابعين، حيث شككوا في مصداقية بعض هذه الاستطلاعات واتهموها بمحاولة التأثير على اتجاهات التصويت. ولكن رأى الكاتب الصحفي والإعلامي، جهاد الخازن، أن التخبط الذي شهدته الاستطلاعات يدل علي عدم خبرة لا سوء نية، وذلك بسبب عدم الوصول الي أماكن نائية مثل أعالي الصعيد، وعدم الوصول إلى فئات مثل الطبقات الدنيا.
| التاريخ                | المنظمة                          | عدد العينة | عمرو موسي | عبد المنعم أبو الفتوح | أحمد شفيق | حمدين صباحي | سليم العوا | محمد مرسي | أبو إسماعيل (مستبعد) | عمر سليمان (مستبعد) | الشاطر (مستبعد) | آخر   | غير مقرر | ملاحظات                                                         |
| ---------------------- | -------------------------------- | ---------- | --------- | --------------------- | --------- | ----------- | ---------- | --------- | -------------------- | ------------------- | --------------- | ----- | -------- | --------------------------------------------------------------- |
| مارس 2012              | مركز الأهرام                     | 1,200      | 31.5%     | 8.3%                  | 10.2%     | 5.0%        | 4.0%       | –         | 22.7%                | 9.3%                | –               | 10.0% | ؟        | لم يكن الشاطر وسليمان ومرسي قد أعلنوا ترشحهم بعد                |
| 31 مارس - 3 أبريل 2012 | مركز الأهرام                     | 1,200      | 30.7%     | 8.5%                  | 7.5%      | 3.9%        | 3.2%       | –         | 28.8%                | 8.2%                | 1.7%            | 9.2%  | ؟        | لم يكن الشاطر وسليمان ومرسي قد أعلنوا ترشحهم بعد                |
| 10 أبريل 2012          | بصيرة                            | 2034       | 6.4%      | 12.4%                 | 2.2%      | 2.7%        | 1%         | –         | 11.7%                | 20.1%               | 3.2%            | 2.2%  | 38.1%    | لم يكن مرسي مرشح الإخوان الأساسي بعد                            |
| 7 - 10 أبريل 2012      | مركز الأهرام                     | 1200       | 22.3%     | 6.2%                  | 3.4%      | 4.3%        | 1.2%       | –         | 21.4%                | 31.7%               | 4.3%            | 5.2%  | ؟        | لم يكن مرسي مرشح الإخوان الأساسي بعد                            |
| 14 - 17 أبريل 2012     | مركز الأهرام                     | 1200       | 40.9%     | 25.2%                 | 10.5%     | 9.3%        | 4.4%       | 0.9%      | -                    | -                   | -               | ؟     | ؟        | بعد استبعاد الشاطر وسليمان وأبو إسماعيل وأول ظهور لمرسي         |
| 19 أبريل 2012          | بصيرة                            | 2100       | 12.5%     | 15.5%                 | 6%        | 5%          | 1.3%       | 1.5%      | -                    | -                   | -               | 5.1%  | 54%      |                                                                 |
| 21 - 24 أبريل 2012     | مركز الأهرام                     | 1,200      | 41.1%     | 27.3%                 | 11.9%     | 7.4%        | 5.7%       | 3.6%      | -                    | -                   | -               | ؟     | 12.3%    |                                                                 |
| 24 أبريل 2012          | بصيرة                            | 2100       | 14.1%     | 18.5%                 | 5.3%      | 5%          | 1.4%       | 3.6%      | -                    | -                   | -               | ؟     | 50%      | استبعاد شفيق بسبب قانون العزل ثم عودته بعد قبول تظلمه           |
| 28 - 29 أبريل 2012     | مركز المعلومات ودعم اتخاذ القرار | 1209       | 11%       | 11%                   | 6%        | ؟           | ؟          | 2%        | -                    | -                   | -               | 2%    | 42%      | 7% لن يشاركوا، 3% رفضوا ذكر المرشح، 16% لم يقرروا المشاركة      |
| 28 أبريل - 1 مايو 2012 | مركز الأهرام                     | 1,200      | 39%       | 24%                   | 17.2%     | 6.7%        | 2.9%       | 7%        | -                    | -                   | -               | 3.2%  | ؟        |                                                                 |
| 4 مايو 2012            | الشروق                           | 1014       | 16%       | 20.8%                 | 15.2%     | 5.7%        | ؟          | 5.2%      | -                    | -                   | -               | 3.4%  | 33.6%    | 7.7% لن يشاركوا، 2.9% لم يقرروا المشاركة                        |
| 5 مايو 2012            | بصيرة                            | 2152       | 17%       | 15.7%                 | 14.8%     | 6%          | ؟          | 5.2%      | -                    | -                   | -               | ؟     | 37.6%    |                                                                 |
| 5 - 7 مايو 2012        | مركز المعلومات ودعم اتخاذ القرار | 2264       | 7%        | 9%                    | 8%        | 2%          | ؟          | 4%        | -                    | -                   | -               | -     | 39%      | 8% لن يشاركوا، 6% رفضوا ذكر المرشح، 17% لم يقرروا المشاركة أصلا |
| 5 - 8 مايو 2012        | مركز الأهرام                     | 1200       | 40.8%     | 17.8%                 | 19.9%     | 7%          | 2.7%       | 9.4%      | -                    | -                   | -               | 2.5%  | 15.3%    | نسب المرشحين هي لمن حسموا أمرهم                                 |
| 12 مايو 2012           | بصيرة                            | ؟          | 16%       | 12.5%                 | 16.3%     | 7%          | ؟          | 8.8%      | -                    | -                   | -               | 2%    | 37.4%    |                                                                 |
| 11 - 13 مايو 2012      | مركز المعلومات ودعم اتخاذ القرار | 1390       | 11%       | 9%                    | 12%       | 5%          | 1%         | 6%        | -                    | -                   | -               | 2%    | 37%      | 6% لن يشاركوا، 3% رفضوا ذكر المرشح، 8% لم يقرروا المشاركة أصلا  |
| 16 مايو 2012           | بصيرة                            | 2287       | 14.6%     | 12.4%                 | 19.3%     | 9.5%        | 1%         | 9%        | -                    | -                   | -               | 1%    | 33%      |                                                                 |
| 14 - 17 مايو 2012      | مركز الأهرام                     | 1200       | 31.7%     | 14.6%                 | 22.6%     | 11.7%       | 2.3%       | 14.8%     | -                    | -                   | -               | 1.7%  | ؟        |                                                                 |
| 17 مايو 2012           | مركز المعلومات ودعم اتخاذ القرار | 1366       | 11%       | 7%                    | 12%       | 7%          | ؟          | 7%        | -                    | -                   | -               | ؟     | 35%      | 7% لن يشاركوا، 9% لم يقرروا المشاركة أصلا                       |
| مايو 2012              | الشروق                           | 1185       | 15.1%     | 13.2%                 | 15.8%     | 12.3%       | 1.3%       | 9.5%      | -                    | -                   | -               | 2.9%  | 29.8%    |                                                                 |

## النتائج

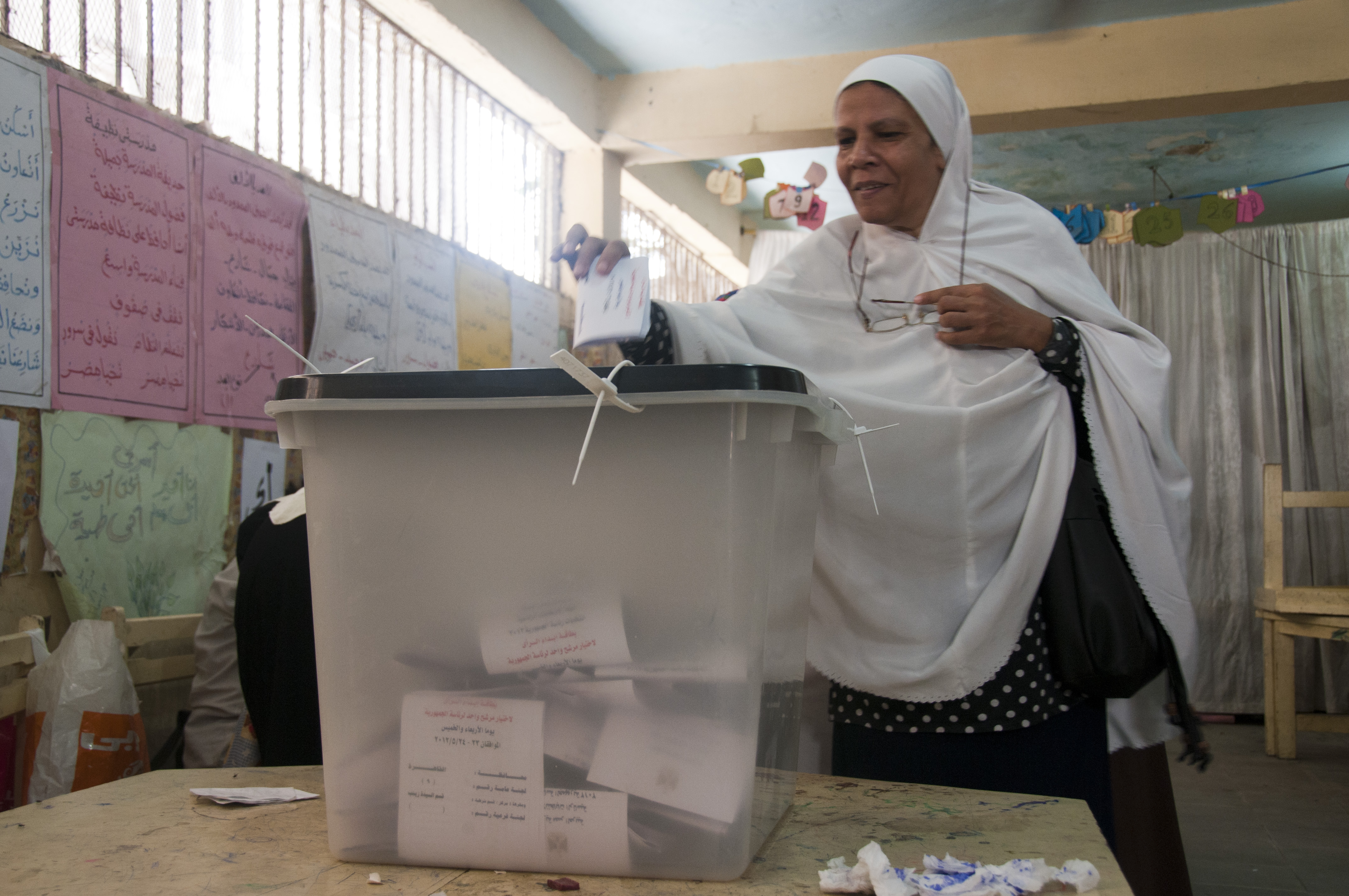
امرأة مصرية تدلي بصوتها

### نتائج الجولة الأولى
الإجمالي
| المرشح                                 | المرشح                 | الحزب                        | الجولة الأولى | الجولة الأولى | جولة الإعادة | جولة الإعادة |
| المرشح                                 | المرشح                 | الحزب                        | الأصوات       | %             | الأصوات      | %            |
| -------------------------------------- | ---------------------- | ---------------------------- | ------------- | ------------- | ------------ | ------------ |
|                                        | محمد مرسي              | حزب الحرية والعدالة          | 5٬764٬952     | 24٫78         | 13٬230٬131   | 51٫73        |
|                                        | أحمد شفيق              | مستقل                        | 5٬505٬327     | 23٫66         | 12٬347٬380   | 48٫27        |
|                                        | حمدين صباحي            | مستقل                        | 4٬820٬273     | 20٫72         |              |              |
|                                        | عبد المنعم أبو الفتوح  | مستقل                        | 4٬065٬239     | 17٫47         |              |              |
|                                        | عمرو موسى              | مستقل                        | 2٬588٬850     | 11٫13         |              |              |
|                                        | محمد سليم العوا        | مستقل                        | 235٬374       | 1٫01          |              |              |
|                                        | خالد علي               | مستقل                        | 134٬056       | 0٫58          |              |              |
|                                        | أبو العز الحريري       | حزب التحالف الشعبي الاشتراكي | 40٬090        | 0٫17          |              |              |
|                                        | هشام البسطويسي         | حزب التجمع                   | 29٬189        | 0٫13          |              |              |
|                                        | محمود حسام             | مستقل                        | 23٬992        | 0٫10          |              |              |
|                                        | محمد فوزي عيسى         | حزب الجيل الديمقراطي         | 23٬889        | 0٫10          |              |              |
|                                        | حسام خير الله          | حزب السلام الديمقراطي        | 22٬036        | 0٫09          |              |              |
|                                        | عبد الله الأشعل        | حزب الأصالة                  | 12٬249        | 0٫05          |              |              |
|                                        |                        |                              |               |               |              |              |
| إجمالي الأصوات الصحيحة                 | إجمالي الأصوات الصحيحة | إجمالي الأصوات الصحيحة       | 23٬265٬516    | 100%          |              | 100%         |
|                                        |                        |                              |               |               |              |              |
| أصوات باطلة                            | أصوات باطلة            | أصوات باطلة                  | 406٬720       | 1٫72          |              |              |
| نسبة الحضور                            | نسبة الحضور            | نسبة الحضور                  | 23٬672٬236    | 46٫42         |              |              |
| متغيبون                                | متغيبون                | متغيبون                      | 27٬324٬510    | 53٫58         |              |              |
| عدد الناخبين المسجلين                  | عدد الناخبين المسجلين  | عدد الناخبين المسجلين        | 50٬996٬746    |               |              |              |
|                                        |                        |                              |               |               |              |              |
| المصدر: بوابة الأهرام و أهرام أون لاين |                        |                              |               |               |              |              |

التفصيلي
| محافظات فاز بها محمد مرسي             |
| محافظات فاز بها أحمد شفيق             |
| محافظات فاز بها حمدين صباحي           |
| محافظات فاز بها عبد المنعم أبو الفتوح |
| محافظات فاز بها عمرو موسى             |

| المحافظة | أصوات مرسي | %     | أصوات شفيق | %     | أصوات صباحي | %     | أصوات أبو الفتوح | %     | أصوات موسى | %     | أصوات آخرون | %     | الإجمالي   |
| --- | ---------- | ----- | ---------- | ----- | ----------- | ----- | ---------------- | ----- | ---------- | ----- | ----------- | ----- | ---------- |
| أسوان | 60٬495     | 23.13 | 45٬824     | 17.52 | 41٬686      | 15.94 | 44٬801           | 17.13 | 59٬790     | 22.86 | 8٬927       | 3.41  | 261٬523    |
| أسيوط | 194٬803    | 32.62 | 163٬546    | 27.39 | 52٬563      | 8.80  | 117٬546          | 19.69 | 51٬460     | 8.62  | 17٬215      | 2.88  | 597٬133    |
| الأقصر | 44٬731     | 21.86 | 47٬432     | 23.18 | 32٬771      | 16.01 | 38٬627           | 18.88 | 34٬843     | 17.03 | 6٬229       | 3.04  | 204٬633    |
| الإسكندرية | 299٬455    | 16.55 | 212٬257    | 11.73 | 571٬772     | 31.61 | 388٬051          | 21.45 | 292٬648    | 16.18 | 44٬913      | 2.48  | 1٬809٬096  |
| الإسماعيلية | 92٬633     | 26.44 | 52٬377     | 14.95 | 71٬679      | 20.46 | 59٬697           | 17.04 | 65٬988     | 18.84 | 7٬959       | 2.27  | 350٬332    |
| البحر الأحمر | 14٬660     | 16.07 | 17٬970     | 19.70 | 22٬313      | 24.47 | 16٬070           | 17.62 | 18٬191     | 19.95 | 1٬997       | 2.19  | 91٬201     |
| البحيرة | 392٬588    | 28.75 | 171٬515    | 12.56 | 196٬380     | 14.38 | 334٬293          | 24.48 | 243٬292    | 17.82 | 27٬436      | 2.01  | 1٬365٬504  |
| بني سويف | 260٬303    | 41.76 | 119٬768    | 19.22 | 48٬493      | 7.78  | 122٬016          | 19.58 | 57٬661     | 9.25  | 15٬035      | 2.41  | 623٬276    |
| بورسعيد | 35٬087     | 15.46 | 35٬485     | 15.63 | 91٬747      | 40.41 | 28٬544           | 12.57 | 32٬155     | 14.16 | 4٬007       | 1.77  | 227٬025    |
| الجيزة | 599٬858    | 27.85 | 372٬795    | 17.31 | 474٬011     | 22.00 | 423٬127          | 19.64 | 236٬132    | 10.96 | 48٬199      | 2.24  | 2٬154٬122  |
| جنوب سيناء | 4٬895      | 19.89 | 4٬067      | 16.53 | 3٬648       | 14.83 | 4٬300            | 17.47 | 6٬907      | 28.07 | 790         | 3.21  | 24٬607     |
| الدقهلية | 389٬451    | 23.07 | 420٬008    | 24.88 | 393٬972     | 23.34 | 247٬916          | 14.49 | 199٬640    | 11.83 | 37٬090      | 2.20  | 1٬688٬077  |
| دمياط | 106٬422    | 23.64 | 54٬937     | 12.20 | 106٬905     | 23.75 | 107٬816          | 23.95 | 66٬396     | 14.57 | 7٬715       | 1.71  | 450٬192    |
| السويس | 49٬724     | 23.94 | 21٬817     | 10.50 | 45٬534      | 21.92 | 41٬794           | 20.12 | 43٬471     | 20.93 | 5٬399       | 2.60  | 207٬739    |
| سوهاج | 202٬554    | 29.74 | 177٬418    | 26.05 | 47٬363      | 6.95  | 136٬174          | 19.99 | 100٬035    | 14.69 | 17٬555      | 2.58  | 681٬099    |
| الشرقية | 524٬474    | 32.18 | 605٬533    | 37.16 | 194٬569     | 11.94 | 210٬988          | 12.95 | 65٬701     | 4.03  | 28٬296      | 1.74  | 1٬629٬561  |
| شمال سيناء | 32٬431     | 37.06 | 8٬470      | 9.68  | 7٬616       | 8.70  | 15٬830           | 18.09 | 20٬937     | 23.93 | 2٬221       | 2.54  | 87٬505     |
| الغربية | 220٬059    | 17.14 | 398٬238    | 31.03 | 293٬220     | 22.84 | 198٬108          | 15.43 | 143٬108    | 11.15 | 30٬850      | 2.40  | 1٬283٬583  |
| الفيوم | 289٬485    | 47.02 | 75٬084     | 12.19 | 37٬882      | 6.15  | 168٬601          | 27.38 | 32٬558     | 5.29  | 12٬100      | 1.97  | 615٬710    |
| القاهرة | 604٬372    | 16.96 | 933٬995    | 26.21 | 988٬795     | 27.75 | 561٬147          | 15.75 | 387٬162    | 10.87 | 87٬827      | 2.46  | 3٬563٬298  |
| القليوبية | 299٬556    | 22.80 | 393٬555    | 29.95 | 270٬156     | 20.56 | 168٬442          | 12.82 | 154٬703    | 11.77 | 27٬713      | 2.11  | 1٬314٬125  |
| قنا | 97٬268     | 25.09 | 83٬858     | 21.63 | 42٬277      | 10.91 | 78٬779           | 20.32 | 75٬929     | 19.59 | 9٬514       | 2.45  | 387٬625    |
| كفر الشيخ | 133٬932    | 17.10 | 63٬395     | 8.09  | 486٬662     | 62.13 | 67٬164           | 8.57  | 22٬906     | 2.92  | 9٬257       | 1.18  | 783٬316    |
| المنوفية | 203٬501    | 18.54 | 586٬345    | 53.42 | 105٬727     | 9.63  | 143٬238          | 13.05 | 35٬180     | 3.21  | 23٬656      | 2.16  | 1٬097٬647  |
| المنيا | 407٬955    | 42.23 | 265٬779    | 27.51 | 64٬437      | 6.67  | 150٬509          | 15.58 | 56٬573     | 5.86  | 20٬873      | 2.16  | 966٬126    |
| مطروح | 7٬565      | 32.01 | 566        | 2.39  | 287         | 1.21  | 13٬665           | 57.81 | 1٬283      | 5.43  | 270         | 1.14  | 23٬636     |
| الوادي الجديد | 14٬454     | 28.22 | 6٬252      | 12.21 | 7٬158       | 13.97 | 12٬704           | 24.80 | 8٬897      | 17.37 | 1٬759       | 3.43  | 51٬224     |
| مصريو الخارج | 107٬924    | 30.92 | 24٬542     | 7.03  | 47٬687      | 13.66 | 83٬436           | 23.91 | 41٬545     | 11.90 | 43٬872      | 12.57 | 349٬006    |
| الإجمالي | 5٬690٬635  | 24.86 | 5٬362٬828  | 23.43 | 4٬747٬310   | 20.74 | 3٬983٬383        | 17.40 | 255٬092    | 11.16 | 548٬673     | 2.40  | 22٬887٬921 |
| |            |       |            |       |             |       |                  |       |            |       |             |       |            |
| المصدر: قضاة من أجل مصر، هناك فرق يقدر بنحو ثلث مليون صوت بين الإحصاء الإجمالي لهيئة قضاة من أجل مصر والأرقام الرسمية للجنة العليا للانتخابات. |            |       |            |       |             |       |                  |       |            |       |             |       |            |

### نتائج الجولة الثانية
بعد خطاب طويل، وسرد لأعمال اللجنة العليا في نظر الطعون. أعلن المستشار فاروق سلطان المرشح محمد مرسي رئيسًا لمصر.
| المرشح      | المرشح      | الحزب               | جولة الإعادة | جولة الإعادة |
| المرشح      | المرشح      | الحزب               | الأصوات      | %            |
| ----------- | ----------- | ------------------- | ------------ | ------------ |
|             | محمد مرسي   | حزب الحرية والعدالة | 13٬230٬131   | 51٫73        |
|             | أحمد شفيق   | مستقل               | 12٬347٬380   | 48٫27        |
| أصوات صحيحة | أصوات صحيحة | أصوات صحيحة         | 25٬577٬511   | 96٫8         |

|                        |                        |                        |            |       |  |  |
| إجمالي الأصوات الصحيحة | إجمالي الأصوات الصحيحة | إجمالي الأصوات الصحيحة | 25,577,511 | 96٫8  |  |  |
| أصوات باطلة            | أصوات باطلة            | أصوات باطلة            | 843٬252    | 3٫2   |  |  |
| نسبة الحضور            | نسبة الحضور            | نسبة الحضور            | 26٬420٬763 | 51٫85 |  |  |
| متغيبون                | متغيبون                | متغيبون                | 24٬538٬031 | 48٫15 |  |  |
| عدد الناخبين المسجلين  | عدد الناخبين المسجلين  | عدد الناخبين المسجلين  | 50٬958٬794 | 100   |  |  |
|                        |                        |                        |            |       |  |  |
| المصدر:                |                        |                        |            |       |  |  |